# Battle rap
Battlerap er en disciplin inden for hip-hopkulturen, som går ud på at diskriminere hinanden verbalt i en duel mellem to Battlerappere, eller i hip-hop terminologi - "MC's" (fra engelsk: Master of ceremonies). Dette er ikke for egentlig at svine modparten til, men for at leve op til sportens vilkår. I Battle rap skal man rappe om et emne, hvis ikke det er frit emne, og det gælder om at rime og holde sig til emnet, samtidigt med at du sviner din modpart til.
En officiel og årligt holdt konkurrence i Danmark kaldes MC's Fight Night. De første år af konkurrencen var med blandede deltagere, men efterhånden som at rygtet blev spredt, og filmen 8 Mile med Eminem kom ud, blev flere danskere lokket til. Kendte MC'er til MC's Fight Night er bl.a. MC Clemens, Kejser A, Pede B, Fantomet, Per Vers, Ham Den Lange og Johni G.
I 2011 kom skreven battlerap for alvor til Danmark. I denne subgenre, har rapperne haft forberedelsestid og rapper ikke over beats. Det startede med Rap Slam Battles, der afholdte deres første arrangement på Svalegangen Teater i Århus. Siden har de blandt andet afholdt battles på Roskilde Festival, Pumpehuset, Rust og Den Grå Hal. Den forsvarende champion pt., er Balthasar. Desuden har folk som Geeza G, Johnni G, Jøden, Mund De Carlo, Pede Gøbb, Fabeldyret og Magermayn også deltaget.
Battle rap er uden deciderede regler, så man kan sende 2 mod 2 og 3 mod 3, men 1 mod 1 ses oftest.
 Der er for få eller ingen kildehenvisninger i denne artikel, hvilket er et problem. Du kan hjælpe ved at angive troværdige kilder til de påstande, som fremføres i artiklen.